# Der gläserne Schlüssel (1935)
Der gläserne Schlüssel ist ein US-amerikanischer Kriminalfilm aus dem Jahr 1935 von Frank Tuttle mit George Raft und Edward Arnold in den Hauptrollen. Der Film noir wurde von Paramount Pictures produziert und basiert auf dem gleichnamigen Roman von Dashiell Hammett.

## Handlung
Der Gangsterboss Paul Madvig, der die Stadt seit zehn Jahren kontrolliert, beschließt, Reformen einzuführen und beteiligt sich an der Kampagne zur Wiederwahl von Senator Henry, dessen Tochter Janet Paul zu heiraten hofft. Als das alkoholsüchtige Gangmitglied Walter Ivans einen Mann bei einem Autounfall tötet, weigert sich Paul, bei seiner Freilassung zu helfen. Paul droht dem Gangster Shad O’Rory, der ein Glücksspielhaus namens „Four-Leaf Clover“ betreibt, dass er seinen Club schließen und die Stadt aufräumen werde. Paul erhält einen „gläsernen Schlüssel“ zum Haus des Senators, was eine vorsichtige Einladung ist, aber weder Janet noch ihr Bruder Taylor sind mit der Verbindung ihres Vaters mit Paul einverstanden. Der Senator hört, wie Taylor, ein zwanghafter Spieler, Janet sagt, dass er Geld brauche. Kurz darauf verlangt O’Rory, dass Taylor seine Spielschulden zurückzahlt. Ed Beaumont, Pauls Leibwächter, sieht Taylor mit Pauls Tochter Opal.
Am Abend besucht Paul den Senator, um die Beziehung zwischen Taylor und Opal zu beenden. Als Ed um drei Uhr morgens spazieren geht, findet er Taylors Leiche ein paar Blocks vom Haus der Henrys entfernt sowie eine Spazierstockkappe, von der er annimmt, dass sie von Paul stammt. Als Ed Paul erzählt, dass er die Leiche gefunden hat, tut Paul so, als sei er unschuldig, aber Ed weiß, dass Paul am Tatort in einem Streit mit Taylor gesehen wurde. O’Rory ruft den Herausgeber des „Observer“ an, um Paul zu belasten. Die Schlagzeilen lauten: „Zeuge verwickelt Madvig in Mordfall“. O’Rory sucht den Senator auf und bittet ihn, sich von Paul zu distanzieren, im Austausch für die Unterstützung von O’Rory und dem „Observer“. Inzwischen ist Janet davon überzeugt, dass Paul Taylor getötet hat. Paul wird des Mordes angeklagt, sein Prozess vor einem Geschworenengericht wird angesetzt. Ed appelliert an Paul, das „Four-Leaf Clover“ zu seinem eigenen Schutz wieder öffnen zu lassen, aber er lehnt ab. Entschlossen, den wahren Mörder zu finden, inszeniert Ed eine öffentliche Schlägerei mit Paul, um O’Rorys Bande zu infiltrieren. O’Rory ist von Eds Illoyalität gegenüber Paul überzeugt und willigt ein, Ed das Spielcasino leiten zu lassen, im Austausch für Informationen über Paul. Als O’Rory Ed die eidesstattliche Erklärung von Henry Sloss zeigt, der den Mord bezeugt hatte, verbrennt Ed sie und wirft O’Rorys Bestechungsgeld weg. Dafür wird er von O’Rorys Handlanger Jeff geschlagen und gefangen genommen. Indem er eine Matratze anzündet, entkommt Ed aus seinem Zimmer. Er springt aus einem Fenster und wird in ein Krankenhaus eingeliefert.
Als Paul zu Besuch kommt, erzählt Ed ihm von Sloss. Paul rät Sloss, die Stadt zu verlassen, und wird in den Zeitungen beschuldigt, den Zeugen entführt zu haben. Janet hat Opal inzwischen gegen ihren Vater aufgebracht, die von O’Rory gebeten wurde, dem Reporter Hinkle die Anklageschrift gegen ihren Vater zu überreichen. Ed gibt sich jedoch als Hinkle aus und bemerkt im Haus der Henrys, dass der Gehstock des Senators eine neue Kappe hat, und nimmt sie als Beweismittel mit. Als Opal droht, der Presse alles zu erzählen, schlägt Ed sie nieder und entführt sie, als Hinkle eintrifft. Als die Zeitungen berichten, dass Sloss brutal ermordet wurde, bricht Paul schließlich zusammen und gesteht Ed, dass er Taylor versehentlich getötet hat, als Taylor während ihres Streits in die Gosse fiel und sich den Kopf anschlug. Er behauptet, er habe geschwiegen, um Janet zu gewinnen. Ed bringt Jeff dazu, zuzugeben, dass er Sloss getötet hat. Als O’Rory mithört und eingreift, würgt Jeff ihn. Bezirksstaatsanwalt Farr hält eine Untersuchung über den Mord an Sloss ab. Paul wird immer noch vom Senator unterstützt. Während der Anhörung benutzt Ed die Stockkappe, den er am Tatort von Taylors Mord gefunden hat, als Aschenbecher, um Paul einzuschüchtern und zu einem Geständnis zu zwingen. Janet behauptet unterdessen immer noch, dass Opal weiß, dass ihr Vater Taylor getötet hat. Ed sagt aus, dass Paul weiß, wer der Mörder ist, ihn aber beschützt. Es wird schließlich enthüllt, dass der Senator seinen eigenen Sohn versehentlich getötet hat, nachdem sie gekämpft hatten. Henry ist aus dem Rennen um den Senat ausgeschieden, und Ed und Opal verabreden sich.

## Hintergrund
Gedreht wurde der Film vom 26. Februar bis zum 30. März 1935 in den Paramount-Studios in Hollywood.
Im September 1930 wurde berichtet, dass Paramount die Rechte am Hammetts Roman für 25.000 Dollar (2024: ca. 470.000 Dollar) erworben hat.
Laut einer Pressemeldung vom September 1932 sollte Harry d’Abbadie d’Arrast ursprünglich Regie führen und B. P. Schulberg ihn produzieren. Der erste Entwurf dieses Films wurde am 24. März 1931 dem Hays Office, der Zensurbehörde der MPPDA zur Prüfung vorgelegt. Colonel Jason S. Joy, der Direktor des Studio Relations Office der AMPP (Association of Motion Picture Producers), vermerkte in einer Zusammenfassung vom 25. März 1931, dass nach einer Diskussion zwischen dem Hays Office und den Produzenten E. Lloyd Sheldon und Bartlett Cormack „Elemente, die die städtischen und staatlichen Amtsträger betrafen, aus dem Film entfernt wurden“. Der Film wurde vom Hays Office verurteilt, Ende 1934 wurde er erneut diskutiert. In einem internen Memo vom 20. Dezember 1934 von John McHugh Stuart an Dr. James Wingate, beide Beamte der Production Code Administration (PCA), heißt es, dass der Film sauberer gemacht werden könnte, indem man den Zusammenhang mit dem professionellen Glücksspiel aus der „Madvig-Clique“ eliminiert, und dass die Filmemacher viel unternommen hätten, um das Bild von dem Zustand zu ändern, der Joy drei Jahre zuvor zu seiner Verurteilung geführt hatte. Die PCA wollte, dass der Film „einen politischen Führer ohne eindeutige kriminelle oder korrupte Aspekte“ beinhaltet.
Am 22. Dezember 1934 schrieb die PCA an den Paramount-Geschäftsführer John Hammell und warnte ihn vor der Szene, in der Jeff Ed brutal verprügelt. Außerdem bat die PCA ihn, das Wort „Massaker“ zu streichen, da es Konnotationen sexueller Perversionen habe, und warnte, dass es „immer gefährlich sei, in einem Kino ‚Feuer‘ zu rufen“. In einem internen Memo vom 8. Februar 1935 heißt es: „Hammell und Sheldon einigten sich auf eine Zeile, in der es heißt, Paul habe definitiv mit dem professionellen Glücksspielelement seiner politischen Unterstützung gebrochen, [und haben] die Zeile gestrichen, die nahelegt, dass die Polizei Befehle von einem politischen Führer entgegennimmt. Somit führt die Polizei eine Razzia auf Pauls Tipp und nicht auf seinen Befehl durch.“ Am 9. Mai 1935 informierte PCA-Direktor Joseph Breen Hammell, dass dem Film ein Code-Siegel verliehen worden sei, weil Hammell „alles gestrichen habe, was Big Boy [Guinn] Williams nach der ersten Einstellung, in der Williams Raft zum ersten Mal schlägt, als Schlag gegen Raft bezeichnet hat.“ Breen akzeptierte die Geräusche einer Prügelattacke außerhalb des Bildes, die später im Film zu hören ist, fügte jedoch hinzu, dass er befürchtete, die staatlichen Zensurbehörden würden die Szene, in der Raft das Feuerzeug tatsächlich auf die Matratze legt, ausblenden.
Zu den allgemeinen Einwänden der Zensurbehörde gehörten das Würgen von O’Rory durch Jeff, das Schlagen von Raft und die Geräusche einer Prügelattacke im Off. Die Zensurbehörden von Pennsylvania strichen eine Zeile, die Clarkie in Bezug auf die Ermordung von Sloss sprach, wie in den Zeitungen berichtet wurde: „Sie haben Sloss erwischt. Sie haben ihm fast den Kopf abgerissen, heißt es.“ Schweden lehnte den Film im August 1935 und im April 1943 ab, als der Film neu aufgelegt wurde, „weil alle Gangsterfilme so zensiert sind.“ Am 15. Mai 1935 schrieb Mrs. Sidney Mayer von der Carthay Circle School in Los Angeles einen Protestbrief gegen den Film an Breen, in dem sie erklärte: „[Die Filmproduzenten] werden damit nicht noch einmal durchkommen.“
Hans Dreier und Earl Hedrick oblag die künstlerische Leitung.
1942 produzierte Paramount eine gleichnamige Neuverfilmung unter der Regie von Stuart Heisler.

## Veröffentlichung
Die Premiere des Films fand am 31. Mai 1935 statt. In der Bundesrepublik Deutschland wurde er am 3. November 1977 im deutschen Fernsehen ausgestrahlt.

## Kritiken
Der Filmkritiken-Aggregator Rotten Tomatoes hat in einer Auswertung ein Publikumsergebnis von 60 Prozent positiver Bewertungen ermittelt.
Andre Sennwald von der The New York Times beschrieb den Film als pikante Geschichte über Gewalt und heimlichen Mord, die in den Paramount Studios hervorragend produziert wurde und ein ebenso knackig spannendes Melodram darstelle.
Die Variety bezeichnete den Film als eine Geschichte über Politik, in der es um Mord, Gangstertum und düstere Liebesgeschichten gehe. Als Krimimaterial biete die Geschichte interessante Handlungssituationen. Die Darbietungen von Raft und anderen seien ausgezeichnet, die Regie gekonnt, die Dialoge lassen kaum zu wünschen übrig. Aber es wurde zu viel in die Erzählung investiert, die in die Unstimmigkeit abdrifte.
Das Lexikon des internationalen Films schrieb: „Dichte, pessimistische Verfilmung eines Kriminalromans, die Stimmung und Aussage der Vorlage von Hammett adäquat umsetzt. - Sehenswert.“